# 阿拉菲亞
阿拉菲亞（法語：Alafia），是馬里的城鎮，位於該國中部，由通布圖區的通布圖省負責管轄，面積27,857平方公里，2009年人口13,318，人口密度每平方公里0.48人。